# Gunung Intan (Sosa)
Gunung Intan is een bestuurslaag in het regentschap Padang Lawas van de provincie Noord-Sumatra, Indonesië. Gunung Intan telt 42 inwoners (volkstelling 2010).